# Герб Мангуалде
Ге́рб Мангуа́лде — офіційний символ міста Мангуалде, Португалія. Використовується як територіальний герб. У зеленому щиті золота вежа із чорними вікнами і брамою, що височіє на чорній вершині. Над вежею срібна пятикутна зірка. Щит увінчує срібна мурована міська корона з п'ятьма вежами.  Під щитом біла стрічка, на якій великими літерами напис португальською: «Mangualde» (Мангуалде).  Офіційно затверджений 1 червня 1996 року. Створений на основі попереднього містечкового герба, ухваленого 13 грудня 1963 року. 

## Галерея

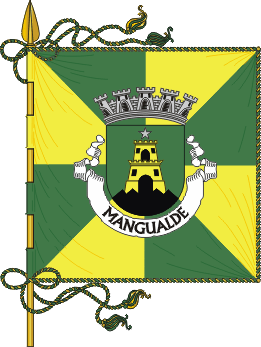
Прапор